# Лёвкин, Игорь Иванович
И́горь Ива́нович Лёвкин (род. 10 октября 1967, Ленинград, СССР) — советский и российский музыкант, участник многих музыкальных коллективов и проектов, барабанщик.

## Биография
Родился 10 октября 1967 года в Ленинграде. Первым музыкальным инструментом Игоря стал аккордеон. Именно по классу аккордеона он окончил детскую музыкальную школу.
Позже Игорь освоил игру на гитаре, а когда, ещё в школьные годы, решил собрать с друзьями свою первую группу, он впервые попробовал себя в качестве барабанщика.
Далее в послужном списке Игоря — два года игры на духовых и ударных инструментах в составе военного оркестра ДВВАИУ (1986—1988). После, поступление в джазовую школу, а затем обучение в музыкальном колледже New Age (класс Владимира Григорьевича Кириченко).
В разные годы сотрудничал с такими музыкантами и коллективами, как: Третий Рим, Тихо, Бармалей Бэнд, Пиротехника, Живая Рыба, Welladay, Dao-Blues, 5-th Avenue Swing Orchestra, Женей Глюкк и её «группой прикрытия», Dizzy Bizzy, My Name, Puttin' On The Beatles Style, Лена Тэ, Forrest Gump, «по БАРАБанУ band» (Алексей Мурашов, Секрет),  Юрий Ильченко,  Михаил Боярский,  Фёдор Чистяков,  Тони Шеридан (The Beatles),  Кочевники Савояры, Игорь Скляр и др.
С 1994—1996 в составе группы Третий Рим при участии «Дяди Миши» (Михаил Чернов) (ДДТ)
С 2003 по 2005 в составе группы Пасхальное Шествие (Харьков-СПб).
С 2006 по  2016 в составе группы Big Blues Revival.
C 2007 по 2024 в составе группы Финский залив (Юрий Ильченко) (Мифы, Земляне, Машина времени)
C 2007 года и по настоящее время в составе группы Forrest Gump
В 2008 году  в составе группы Кафе.
В ноябре 2008-го и мае 2009-го в составе группы Кафе аккомпанирует «пятому битлу» Тони Шеридану во время его выступлений в Санкт-Петербурге.
С  2009 по 2012 в составе проекта «F4Band» (Фёдор Чистяков).(Ноль)
С 2016 года и по настоящее время в составе группы Кочевники Савояры. 
С 2018 года по 2021  в составе группы Полини
 С 2023 год года и по настоящее время в составе группы Поющие гитары. 

## Дискография
- (1996) «Дядя Миша In Rock» группа «Третий Рим» (Михаил Чернов) (ДДТ) («Забытая мелодия для флейты»)
- (2004) «Dedication» группа «Welladay» («Down by the Salley Gardens»)
- (2005) «Альтернатива для зависающих» — Совместный проект Леонида Фёдорова (АукцЫон) и группы «Пасхальное Шествие» при участии Сергея «Шнура» Шнурова («Рубль», «Ленинград»)
- (2009) «Don’t Stop The Blues» группа «Big Blues Revival».
- (2009) «Дождь» Юрий Ильченко и группа «Финский Залив».
- (2009) «СвАбода» группа Кафе
- (2010) «Ten Years After» группа «Big Blues Revival» — DVD
- (2010) «Кинопробы» Фёдор Чистяков («Цвет моей мечты(баллада»))
- (2010) «Дежавю» группа «F4Band» (Фёдор Чистяков) — виниловая пластинка
- (2010) «Концерт на улице Ленина.20 лет спустя.» группа «F4Band» (Фёдор Чистяков) DVD+BonusCD
- (2010) «Три часа ночи» группа Кафе (2 — 16, 18, 20)
- (2011) «Updated2012» — группа «F4Band» (Фёдор Чистяков)
- (2022) «На облучок души» — Олег Никифоров
- (2023) «После заката» — Олег Никифоров